# Peter Rasym

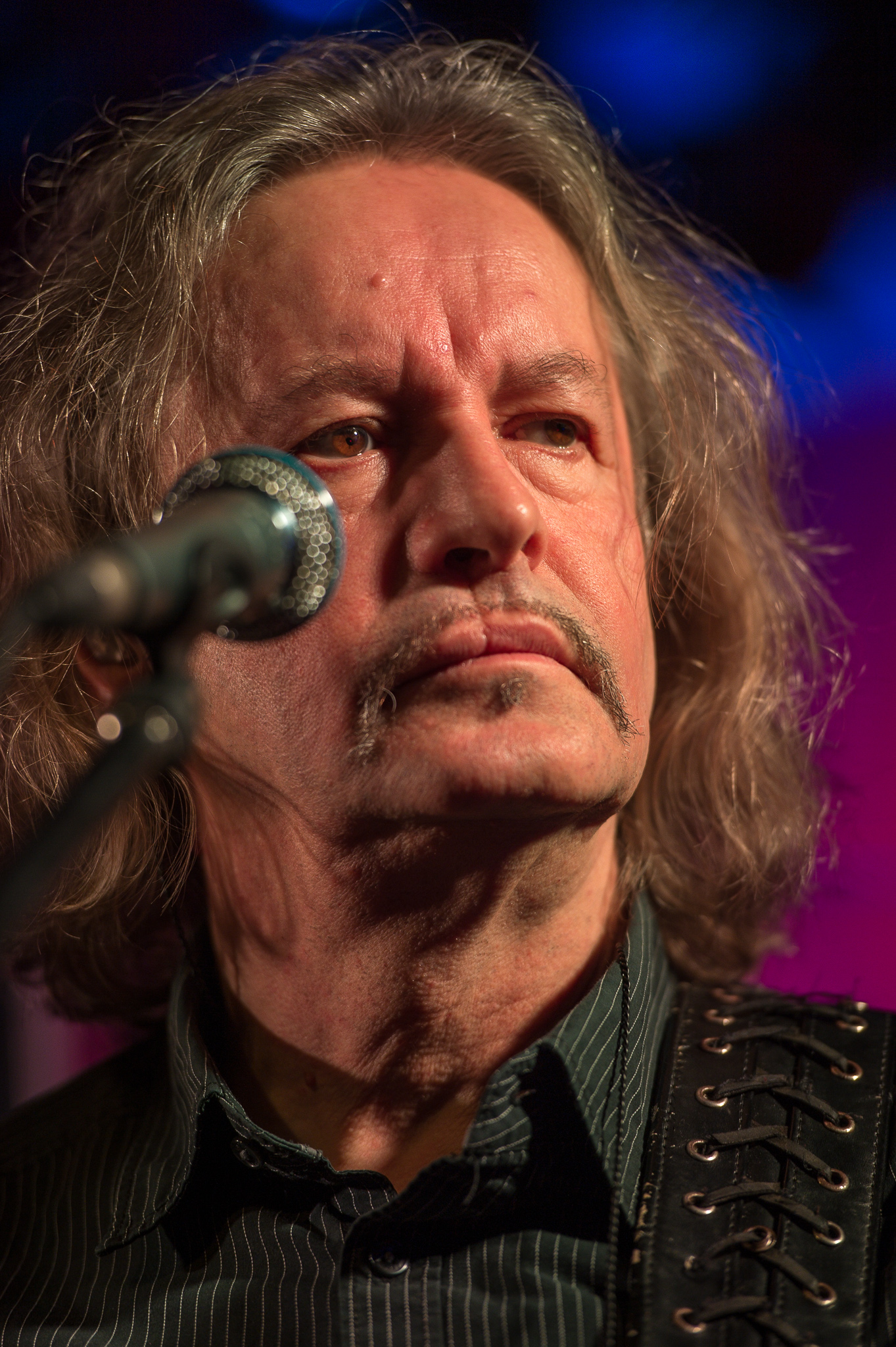
Peter Rasym (2014)

Peter „Bimbo“ Rasym (* 7. Juli 1953 in Bitterfeld, damals Kreis Bitterfeld, Bezirk Halle, Deutsche Demokratische Republik) ist ein deutscher Musiker. Ab 1997 spielte er bei den Puhdys die Bassgitarre.

## Leben
Als Peter Rasym 14 Jahre alt war, bekam er seine erste Gitarre geschenkt. Mit 15 Jahren spielte er erstmals in einer Band im Bitterfelder Jugendclub. Später stellte er sich auf Bassgitarre um und spielte unter anderem bei Uschi Brüning, Katrin Lindner & Schubert-Band, Stern Meißen, Datzu, Frank Schöbel, IC Falkenberg und Günther Fischer. 
Mit der Wende teilte Rasym das Schicksal vieler DDR-Musiker; seine musikalischen Qualitäten waren nicht mehr gefragt.
1996 nahm er einen Job als Subunternehmer bei einer Spedition an. Im selben Jahr rief Dieter Birr von der Rockband Puhdys bei Rasym an und fragte ihn, ob er nicht einen guten Bassisten kenne. Der bisherige Bassist, Harry Jeske, wollte aus gesundheitlichen Gründen keine Konzertreisen mehr unternehmen. Von 1997 an war Rasym bis zur Auflösung der Band Bassist der Puhdys. Seit 2016 vertritt er den erkrankten Jens Brüssow bei Lift. Seit dem Tod von Markus Schloussen im Dezember 2019 steht er gemeinsam mit Renft auf der Bühne.
Peter Rasym ist seit dem 26. November 2012 verheiratet und hat aus der vorigen Ehe einen Sohn. Er lebt mit seiner Frau und deren Tochter in Berlin-Hessenwinkel.

## Spitzname
Der Spitzname Bimbo ist die Abkürzung seines Ausspruchs „Bin im Moment bassmäßig orientiert“.